# 光明山修道院圣殿

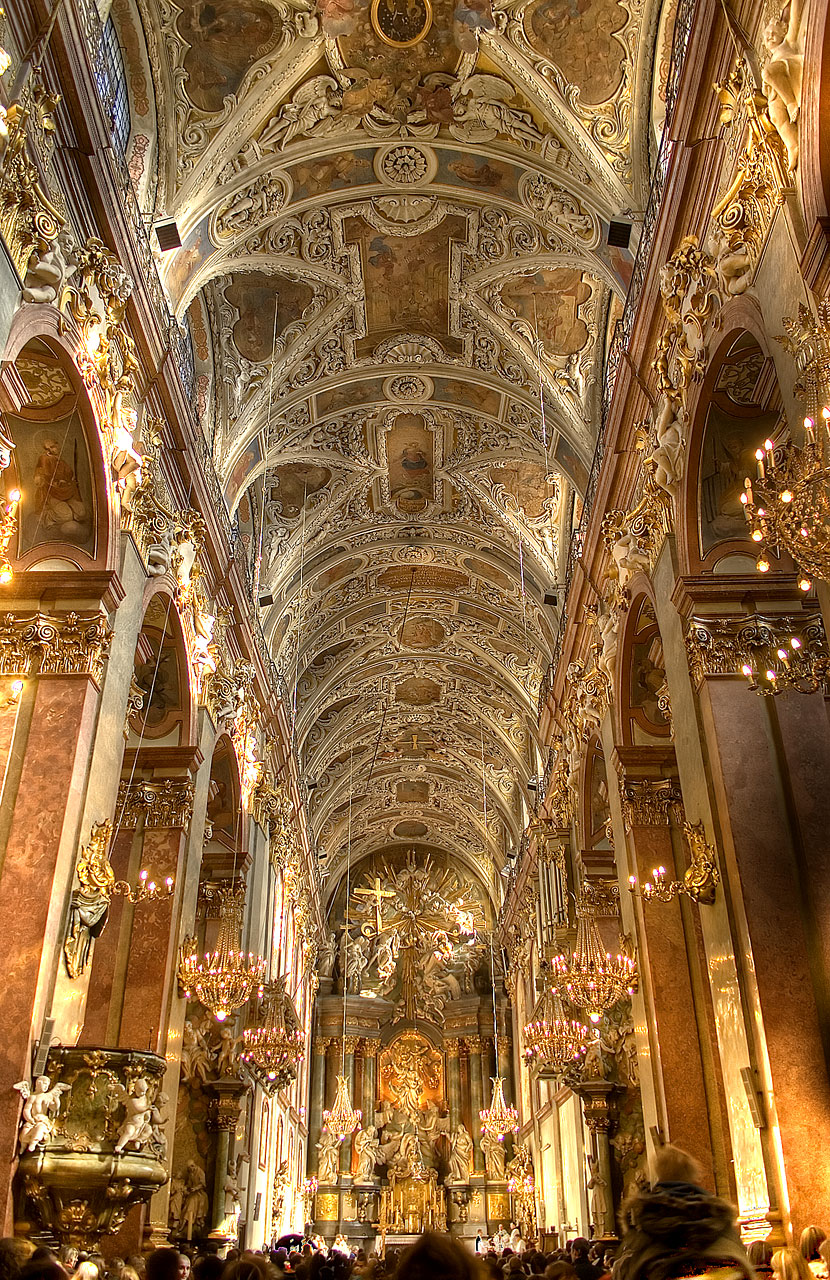

光明山修道院圣殿（Bazylika jasnogórska），正式名称为寻获十字圣架与圣母圣诞圣殿（Bazylika Znalezienia Krzyża Świętego i Narodzenia Najświętszej Maryi Panny）是一座罗马天主教宗座圣殿，为波兰琴斯托霍瓦光明山修道院的主要部分，始建于15世纪，哥特式风格。1690年大火后重建为巴洛克风格。

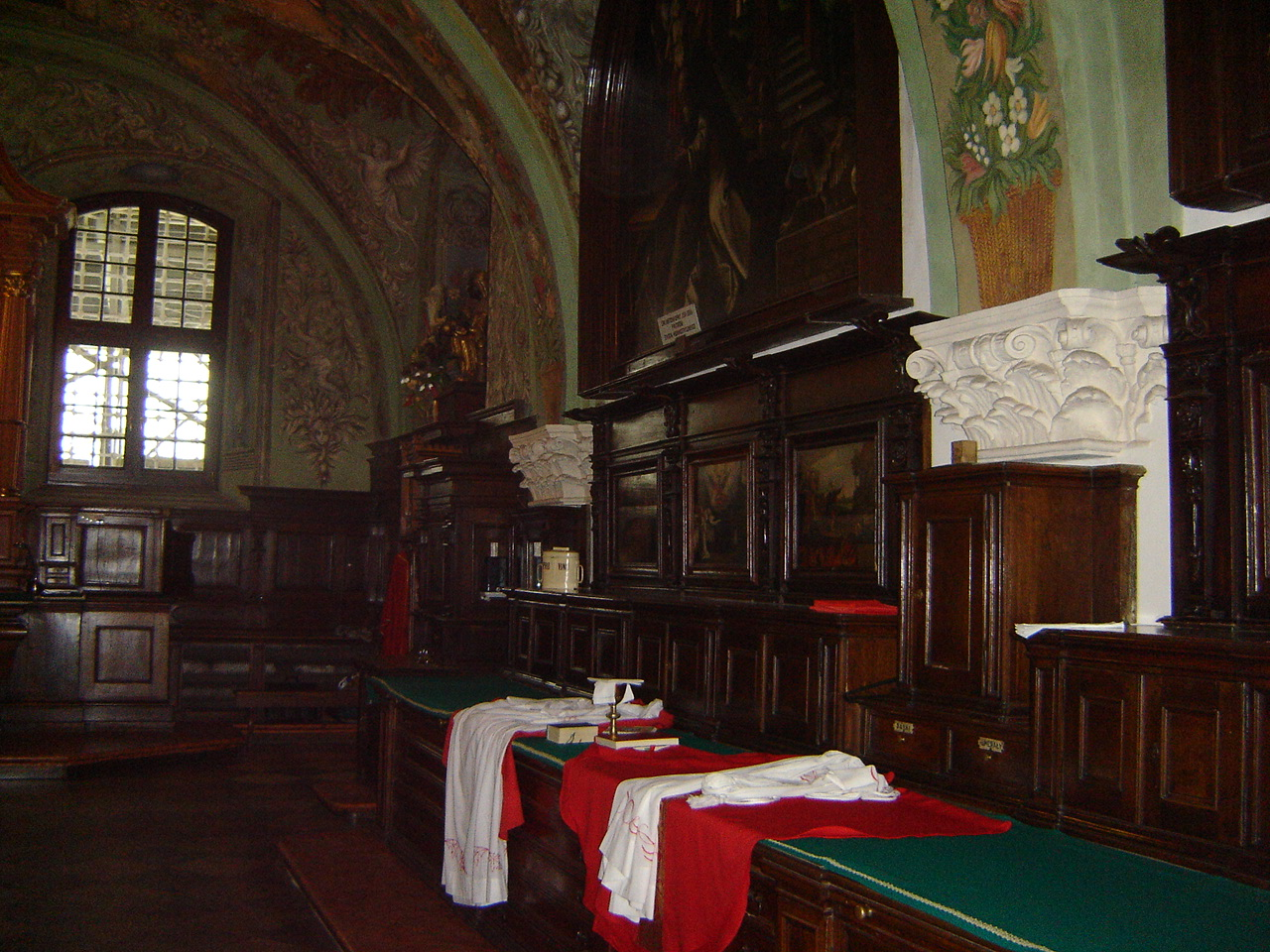
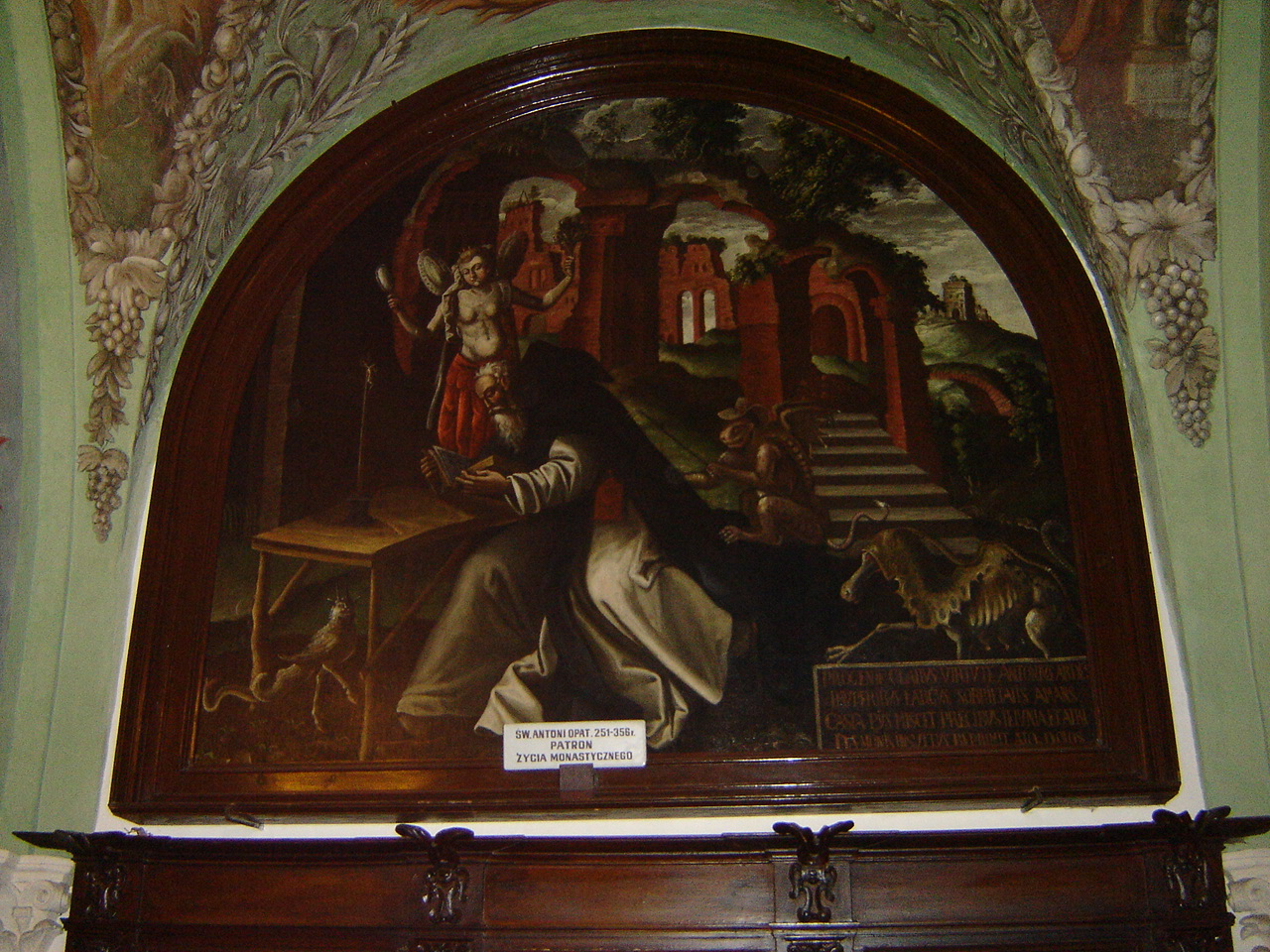
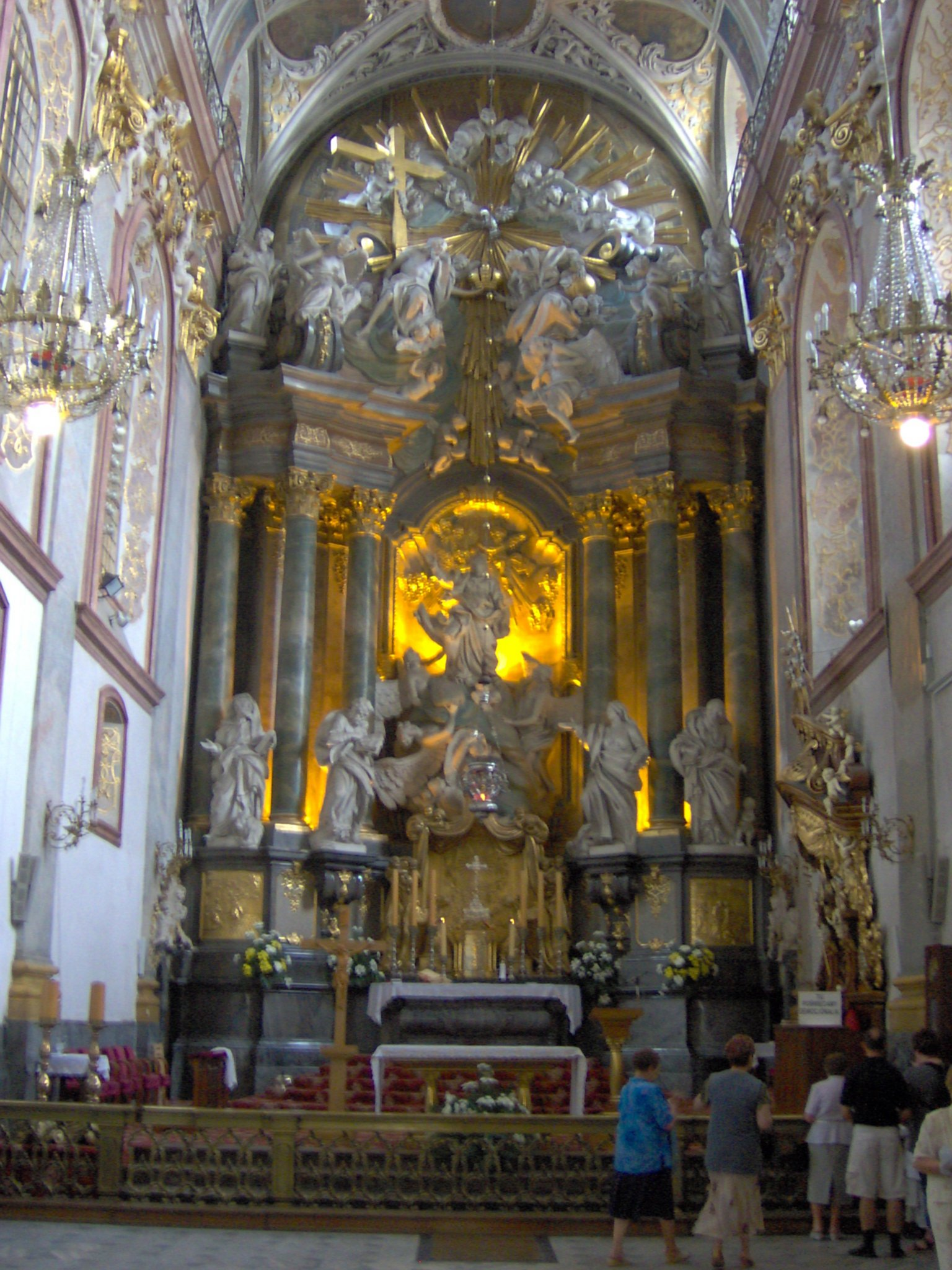
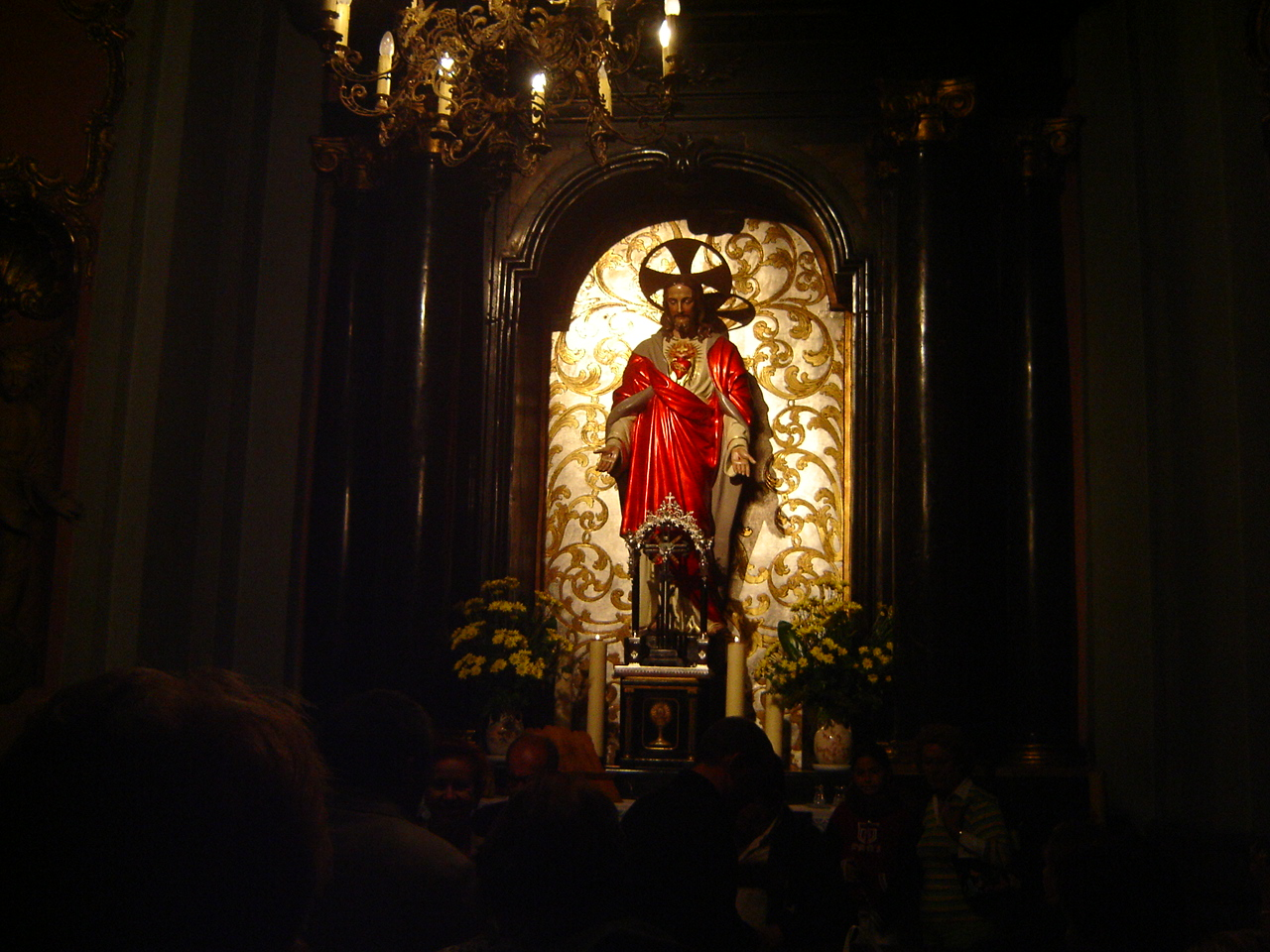

该堂于1906年由庇护十世升为宗座圣殿。